# Cercle Athlétique de Paris Charenton
Il Cercle Athlétique de Paris Charenton è una società calcistica delle città di Charenton-le-Pont e Maisons-Alfort, Francia. La squadra di calcio, vincitrice di una Coppa di Francia nel 1920, è il risultato di una fusione effettuata nel 1964 tra Cercle Athlétique de Paris (fondato nel 1892) e Stade Olympique Charentonnais (fondato nel 1904), ora milita nella 2ème Division Poule B District Val-de-Marne, campionato distrettuale corrispondente al dodicesimo livello del campionato nazionale.

## Storia
La storia della squadra inizia nel 1892, quando viene fondata una società di ginnastica, la Nationale de Saint-Mandé; nel 1896 verrà creata la sezione calcio.
Il primo campionato a cui la Nationale prende parte è il torneo di terza serie del campionato USFSA (Union des sociétés françaises de sports athlétiques). In breve tempo la squadra sale raggiungendo la prima serie.
Nel 1899 c'è un cambio di denominazione: la squadra diventa Football Club de Paris; 7 anni dopo, nel 1906, in seguito alla fusione con Union Sportive XII e il Paris Athlétic Club il club diventa Cercle Athlétique de Paris (CAP).
Nel 1911 e 1913, il CAP conquista la vittoria nel Trophée de France, torneo interfederale che assegnava un titolo assimilabile a quello di Campione di Francia.
Nel 1920 il CAP iscrive il suo nome nell'albo d'oro della Coppa di Francia, sconfiggendo nella finale il Le Havre per 2-1. Otto anni dopo, una nuova finale, stavolta contro il Red Star non si conclude allo stesso modo; vincono infatti gli avversari per 3-1. Nel frattempo, nel 1927, consegue anche una vittoria nel Championnat de France amateur, a tutti gli effetti un campionato nazionale, pur non ancora professionistico.
Nel 1932, in seguito all'ottenimento della licenza professionistica, il Cercle Athlétique viene ammesso al primo torneo professionistico nazionale, dove riesce a piazzarsi al quinto posto nel suo girone. La stagione successiva le cose vanno male, e la squadra retrocede. Il CAP non riuscirà più a risalire al massimo livello. Tuttavia manterrà la licenza professionistica fino al 1963, ovvero fintanto che la squadra riesce a mantenere la propria posizione in Division 2, nonostante per molti anni si piazzi nelle posizioni di fondo classifica.
Nel 1964, in seguito a un'ulteriore retrocessione, arriva la fusione, con lo Stade Olympique Charentonnais, che dà origine all'attuale compagine del CAP Charenton. Tuttavia la squadra, nonostante la formazione del nuovo sodalizio, continua a scendere di categoria, finendo inesorabilmente nei campionati distrettuali, nei quali milita tuttora.

## Palmarès

### Competizioni nazionali

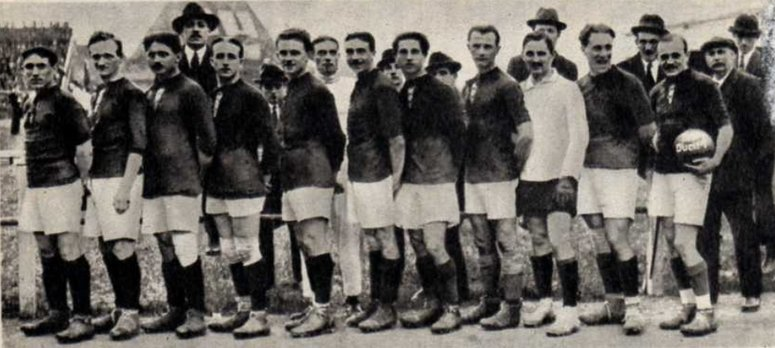
La squadra del Cercle Athlétique vincitrice della Coppa di Francia 1920

- Coppa di Francia: 1

1919-1920
- Trophée de France: 2

1911, 1913
- Championnat de France amateur: 1

1927

### Competizioni regionali
- Ligue de Paris Île-de-France de football: 1

1926-1927

### Altri piazzamenti
- Coppa di Francia:

Finalista: 1927-1928
Semifinalista: 1926-1927
- Challenge international du Nord:

Finalista: 1910